# الموضوعية والمثلية الجنسية
احتفظت آين راند، مؤلفة ومطورة فلسفة الموضوعية، بآراء مثيرة للجدل تتعلق بالمثلية الجنسية والأدوار الجندرية. على الرغم من أن نظرتها الشخصية للمثلية الجنسية كانت سلبية بشكل واضح، معتبرتها غير أخلاقية ومقرفة، أيدت راند الحماية غير التمييزية للمثليين جنسيًا في المجال العام بينما عارضت القوانين المعارضة للتمييز في القطاع الخاص بحجة الحرية الاقتصادية.

## آين راند

### وجهات النظر الأخلاقية
في كتاب فضيلة الأنانية الذي نُشر عام 1964، كتب ناثانيال براندن في كتاب «الصحة العقلية مقابل التصوف والتضحية بالنفس»، حول الصراع بين الجانبين الأخلاقي والعملي: «ماذا عن اليافعين الذي يلجأون إلى المثلية الجنسية لأنهم تعلموا أن الجنس شيء سيء وأن النساء يجب أن يُعبدن، لا أن يُرغب بهن؟»
في عام 1971، نشرت راند مقالًا بعنوان «عصر الحسد»، تضمن نقدًا لحركة تحرير المرأة. تضمنت انتقادات راند استنكار «الآراء الجنسية» التي اعتبرتها «بشعة»، بما في ذلك «إعلان الأختية الروحية مع المثليات». في وقت لاحق من ذلك العام، نشرت راند مقالًا آخر انتقد فيه حركة تحرير المرأة لتشكيلها «جبهة مشتركة مع المثليات والعاملات بالجنس». كان هذان المقالان الوحيدان المنشوران لراند حول المثلية الجنسية.
ردًا على أسئلة الجمهور في محاضرتين لمنتدى فورد هول في جامعة نورث إيسترن، شرحت راند وجهات نظرها بمزيد من التفصيل. قالت في محاضرتها عام 1968: «أنا لا أوافق على مثل هذه الممارسات أو أعتبرها أخلاقيةً بالضرورة، لكن من غير اللائق أن يتدخل القانون في علاقات البالغين بالتراضي». صرح ليونارد بيكوف، وريث راند، أن هناك أشخاصًا كانت راند «قريبةً منهم، وهي تعلم جيدًا أنهم مثليون» وأنها «كانت تعتبر بعضهم موضوعيين بالتأكيد».

### وجهات النظر السياسية
أيدت راند حقوق المثليين بالحماية من التمييز من قبل الحكومة (مثل معارضة قوانين السدومية)، لكنها رفضت حق حمايتهم من التمييز في القطاع الخاص (مثل التمييز في التوظيف). كان الأساس المُعلن لهذا الاعتقاد هو موقفها من حقوق الملكية، وليست مشاعرها حول المثلية الجنسية. أيدت راند حق مالك الملكية الخاصة في التمييز، حتى على الأسس التي اعتبرتها غير أخلاقية، مثل العنصرية، وآمنت أن أي إجراء حكومي لتغيير هذا سيكون تدخلًا بالحقوق الفردية.

### عن دور الجنسين
أكدت راند أن «جوهر الأنوثة هو تبجيل الأبطال - الرغبة في التطلع للرجل» وأن «المرأة المثالية هي مبجلة للرجل، وأن الرجل المثالي هو أعلى رمز للبشرية». بعبارة أخرى، شعرت راند أنه من طبيعة المرأة المتمتعة بصحة نفسية أن ترغب بالخضوع الجنسي لرجل يستحق إخضاعها. في مقال مُرخص له في مجلة ذا أوبجيكتفيست، يشرح المعالج النفسي ناثانيال براندن، عاشق راند خارج إطار الزواج و«الوريث الفكري» لها، وجهة نظر راند باعتبار أن «الرجل يختبر جوهر رجولته في الهيمنة الرومانسية؛ في حين تختبر المرأة أنوثتها في الخضوع الرومانسي». مع ذلك، هذا مختلف تمامًا عن أي شكل وحشي من أشكال السيطرة.

## بعد وفاة راند
بعد وفاة راند عام 1982، اختلف وريثها، ليونارد بيكوف، علنًا مع بعض آرائها. جادل بيكوف بأن المثلية الجنسية بحد ذاتها ليست مفتوحة للحكم الأخلاقي. يواصل الموضوعيون المعاصرون الآخرون بشكل عام دعم الرأي القائل بأنه على الرغم من أنه لا ينبغي للحكومة التمييز لصالح أو ضد المثليين بأي شكل من الأشكال، يجب أن يكون للأفراد العاديين والمنظمات الخاصة الحرية في فعل ذلك.
في عام 1983، كتب براندن أن راند كانت «جاهلةً تمامًا» بشأن المثلية الجنسية. أضاف براندن أنه رأى نظرتها «كارثيةً وخاطئة ومتهورة وغير مسؤولة وقاسية، وأعلم أيضًا أنها أضرت الكثير من الناس ... الذين تطلعوا إليها وافترضوا أن تصريحاتها القوية لها أسباب وجيهة للغاية».